# رالف فيليبس
رالف فيليبس (بالإنجليزية: Ralph Phillips)‏ (9 أغسطس 1933 في المملكة المتحدة - 1 سبتمبر 2011) هو لاعب كرة قدم بريطاني في مركز الدفاع. لعب مع نادي ميدلزبره ونادي نورثامبتون تاون ودارلينجتون إف سى.